# 長野県須坂創成高等学校
長野県須坂創成高等学校は、2015年（平成27年）長野県須坂市に長野県須坂園芸高等学校と長野県須坂商業高等学校を再編統合し、新たに創造工学科を新設して開校された県立高校（実業高等学校）である。

## 概要
1998年（平成10年）、長野県教育委員会は生徒数が減少傾向にある現代の高校教育の在り方としてよりよい教育環境を提供をするために「高校教育の改善充実について」を策定し、高校の統廃合による規模や配置の適正化や教育プランの改定などを行う高校改革を示した。これに基づき統合学科の設置や定時制高校の統廃合などが実施され、2006年（平成18年）には「魅力ある高校づくり」と「高校の規模と配置の適正化」を基本方針として「長野県高等学校改革プラン実施計画」が策定された。これに基づき長野県教育委員会は2009年（平成21年）2月に「第1期長野県高等学校再編計画」を発表、この計画の中で第2通学区（改定により現在は第1通学区）にある須坂園芸高校と須坂商業高校を再編統合し、2013年（平成25年）以降に須坂市内に工業系を含む総合技術高校を設置することが公表された。
2012年（平成24年）12月、新校設置準備委員会は公募444件の中から新校名を「須坂創成高等学校」に決定したと発表、合わせて農業・商業・創造工学の3学科7学級（農業3、商業3、創造工学1）を設置し敷地校舎は須坂園芸高校を活用することなどを公表した。
2013年（平成25年）10月、須坂園芸高校敷地内に総事業費約5億5,500万円で工業棟の新築工事を着工。2015年（平成27年）2月に完成し、延面積は2,292m2、鉄筋コンクリート造3階建てで、既存活用となる須坂園芸高校校舎の一部と渡り廊下で接続された。
2015年（平成27年）4月1日、新たな総合技術高校として須坂創成高校開校。新校施設整備に伴い、平成29年度までは旧須坂園芸高校校舎（須園キャンパス）と旧須坂商業高校校舎（須商キャンパス）に分かれて運営され、施設整備が完了した平成30年度以降に須園キャンパスの校舎に統合される。統合後、須商キャンパスは同校体育施設として整備活用され、旧須坂園芸高校と旧須坂商業高校は平成28年度末で閉校される。今後は2016年（平成28年）度に校舎の建設に着工する予定で、これに先駆け6月から須園キャンパス内の工業棟付近にプレハブ仮設校舎を設置し、11月から既存の旧須坂園芸高校校舎を解体する。管理商業科棟や植物工場をはじめとする新校舎の建設は2016年（平成28年）5月ごろに着工、2018年（平成30年）1月ごろの完成を予定している。
教育カリキュラムは各科コース選択制を採用しており、旧須坂園芸高校から再編された農業科はさらに3つの小学科に分かれ、園芸農学科には果樹、野菜・花き、作物の3コース、食品科学科には微生物バイオと食品製造の2コース、環境造園科には緑地計画と造園技術の2コースが設定された。旧須坂商業高校から再編された商業科には会計マネジメント、IT、ビジネスプランニングの3コースが設定され、長野県内の商業科をもつ高校としては初となる海外商取引を前提にした「ビジネス英語」を学校設定科目として導入。新設された創造工学科には精密機械とメカトロニクスの2コースが設定され、学校と企業が互いに協力して学生を育成するという「デュアルシステム」を導入。須坂市周辺の企業51社で構成された「生徒実習受け入れ協力企業会」と協力し、2学年時の就業体験や3学年時の企業実習に取り組むマニュアルも制定された。またカリキュラムには学科横断と学科連携でより広い専門性を身に付けることが盛り込まれ、中でも新設の創造工学科と農業科との連携による「植物工場」は、新分野の産業学習に有効効果が見込まれている。さらに商業科を流通・販売の分野で連携させ、所属学科にとらわれない3学科一体の広い専門学習に取り組む方針。
4月7日には開校式と第1期生の入学式が執り行われ、新設の校歌も初披露。校歌は作詞を県内在住の童話作家・高橋忠治が、作曲を信州大学教育学部名誉教授の吉本隆行が手掛けた。第1期となる新入生は農業科が男子58人・女子64人の計122人、商業科が男子49人・女子73人の計122人、創造工学科はすべて男子の40人、総計284人が入学した。

## 沿革
- 2015年（平成27年）
  - 4月1日 - 須坂園芸高等学校と須坂商業高等学校を再編統合して開校。旧須坂園芸高校の園芸科・食品科学科・農業経済科・造園科と旧須坂商業高校の商業科を農業科と商業科に再編、新たに工業科となる創造工学科を新設した。
  - 4月7日 - 開校式及び第1期生入学式を須園キャンパス体育館で実施。第1期生は農業科122人、商業科122人、創造工学科40人の計284人。

## 教育目標
- 【創】は時代を切り開く人材育成への期待を、【成】はあきらめずに物事を成し遂げる人材の育成に期待が込められており、地域に根ざし、世界に羽ばたく産業人を育成を目標としている。
- キャッチフレーズは「須坂から世界へ羽ばたく創成力」

## 新校の特色
- 専門教育の一層の充実
- 他学科の知識を学習し、より広い専門性を実現
- 農工商の活動を結びつけ、より実践的な学習を実現
- 地域・産業界・大学・研究機関等と連携した人材育成